# Faves ofegades
Les faves ofegades o faves sacsades són un plat de la cuina catalana, valenciana i balear a base de faves, ceba, all, cansalada i/o botifarres variades i algunes herbes aromàtiques com la menta, el llorer o la farigola. Hi conviuen versions del plat molt senzilles, gairebé sense carn, amb d'altres que contenen una gran quantitat de cansalada, pernil, botifarres variades, etc. i de vegades altres verdures, com carxofes o pèsols.
Les faves són un producte que al ponent mediterrani es fa servir des d'antic però que no són gaire conegudes ni ben valorades a la major part del món, només en alguns llocs de la Mediterrània i d'Àsia. A l'Edat Mitjana era considerat un producte de pobres, i per tant, sense cap prestigi. Fins i tot alguns plats que s'havien fet tradicionalment amb faves, com el caçolet, aquestes es van substituir ràpidament per una altra lleguminosa més apreciada, per exemple, en el cas del caçolet, per mongetes seques, que van arribar a Europa amb el descobriment d'Amèrica.
A Catalunya, en comptes de desprestigiar-les hom ha sabut cuinar-les i apreciar-les, aquesta particularitat de la cuina catalana fa que alguns poden considerar les faves, i en especial les faves ofegades, un plat o fins i tot un símbol nacional.

## Elaboració
Rostiu en una cassola una mica de cansalada tallada a tires i una mica de botifarra tallada en rodanxes, ho podeu fer en el mateix greix de la cansalada o afegir-hi una mica d'oli d'oliva. Aparteu la botifarra i sofregiu els alls i la ceba picada. Afegiu les faves i un manat lligat format per menta, farigola i una fulla de llorer; que Josep Pla anomena ramet de botànica. Saleu i cobriu-les d'aigua freda, també s'hi pot afegir un raig d'anís, de moscatell o de vi ranci, i coeu-les tapades entre vint i trenta minuts, fins que estiguin toves i una mica sucoses. Sacsegeu la cassola de tant en tant, i afegiu-hi, si cal, una mica d'aigua. Retireu les herbes abans de servir.

## Variants
Aquest plat es pot simplificar per a ésser menjat com un primer plat "de verdura" o acompanyament, en aquest cas se solen cuinar amb només una mica de cansalada, o pernil salat o botifarra; amb ceba, all i les herbes. De vegades, una versió sense suc es fa servir com a base d'altres plats, com per exemple en una truita.
En altres versions, en canvi, es busca enriquir la recepta. En aquest cas, s'afegeixen més hortalisses al plat, com ara pastanaga, tomàquet, pebrot verd i vermell; s'afegeixen quantitats més importants de carns i embotits, que poden variar segons les especialitats locals, com ara costella de porc, costelleta fresca o confitat, botifarres variades (blanca, negra, del perol, etc.), sobrassada, bull, pernil salat; se substitueix l'aigua per brou de verdures o de carn i vi o licors.
Hi ha versions amb altres verdures, típicament les carxofes o els pèsols. S'hi poden afegir patates novelles petites senceres o tallades a dauets. Les faves han de ser tendres o acabades de collir, però ara s'utilitzen també les favetes baby. Els alls o les cebes poden ser tendres. Es pot afegir una mica de marduix o de julivert al manat d'herbes.